# Полицейский, повариха и медный котёл
«Полице́йский, повари́ха и ме́дный котёл» (англ. The Policeman, the Cook and the Copper) — немой британский короткометражный фильм.

## Сюжет
Повариха тайком приводит домой своего любовника-полицейского. В этот момент на кухню спускается её хозяйка и, чтобы избежать скандала, повариха прячет полицейского в медный котёл. А хозяйка разжигает под котлом огонь.

## Производство
Фильм выпущен кинокомпанией G. A. S. Films по мотивам пьесы Тома Грина «Местная красавица» (англ. The Area Belle). Режиссёр Джордж Альберт Смит, роль полицейского исполнил Том Грин, исполнители остальных ролей неизвестны. Премьера состоялась в июле 1898 года.

## Восприятие
Фильм считается одним из характерных примеров раннего британского комедийного кинематографа, высмеивающего плохое поведение служанок.